# Menanga Siamang
Menanga Siamang is een bestuurslaag in het regentschap Way Kanan van de provincie Lampung, Indonesië. Menanga Siamang telt 2896 inwoners (volkstelling 2010).